# Tropiocolotes wolfgangboehmei
Tropiocolotes wolfgangboehmei ist eine Geckoart der Gattung der Zwergwüstengeckos (Tropiocolotes). Sie ist nur aus Zentral-Saudi-Arabien bekannt. Die Art der Untergattung Tropiocolotes gehört zur Klade des T. steudneri und T. nattereri. Die Art wurde erstmals 2010 von Thomas Wilms, Mohammed Shobrak und Philipp Wagner beschrieben und nach ihrem Doktorvater, dem renommierten deutschen Herpetologen Wolfgang Böhme benannt.

## Merkmale
Tropiocolotes wolfgangboehmei ist ein kleiner Gecko mit einer maximalen Kopf-Rumpf-Länge von 29,4 mm. Die Schwanzlänge des Holotypus, ein adultes Weibchen, beträgt 32,8 mm und entspricht dem 1,12fachen der Kopf-Rumpf-Länge. Die Körperbeschuppung ist einheitlich, die Schuppen überlappend und glatt. Um die Körpermitte liegen 58 Schuppenreihen.
Der in 70%igem Ethanol konservierte Holotypus hat seine Färbung fast vollständig verloren. Eine schwarz-weiße Abbildung des Exemplars von Kordges (1998) gleicht mit den sechs dunklen Querbändern auf dem Rücken und den zwölf auf dem Schwanz nahezu dem Paratypus und zeigt die gleiche Zeichnung wie auf dessen Kopf.
Die Lebendfärbung des Paratypus ist am Kopf ein helles braun mit einem dunkelbraunen Band, das sich von der Schnauze bis oberhalb der Ohröffnung erstreckt. Eine schmale gelbe Linie verläuft axial von der Kopfvorderseite zur Schnauze, bis zur oberen Begrenzung des dunkelbraunem Bandes. Die Lidfalte ist gelb, die Lippenschuppen und die Unterseite des Kopfs weiß. Rückenseits (dorsal) ist Tropiocolotes wolfgangboehmei hellbraun mit sechs dunkelbraunen Querbändern, zwischen den Querbändern ist die Art gelblichbraun. Die Grundfarbe der dorsalen Seiten der Gliedmaße ist hellbraun, auf den hinteren Gliedmaßen mit verstreuten dunkelbraunen Flecken. Der Schwanz ist hellbraun mit zehn dunkelbraunen Querbändern, die Schwanzunterseite ist ohne Zeichnung weiß.

## Habitat
Holotypus und Paratypus stammen aus der Region um Ath Thumamah, einem Gebiet etwa 90 km nordöstlich von Riad. Der Holotypus wurde in der Nähe eines kleinen Dorfes am Rande dieses Gebietes gefunden. Der Paratypus wurde unter einem Stein in einer kleinen Schlucht im Buwayb-Hang gefunden, einem Kreidezeitlichen Korallenriff aus Sedimentgestein das hauptsächlich aus Kalk und Sandstein besteht.